# Jefferson (ur. sierpień 1988)
Jefferson Lopes Faustino (ur. 31 sierpnia 1988 w Rio de Janeiro) – brazylijski piłkarz występujący na pozycji obrońcy.

## Kariera piłkarska
Od 2011 do 2016 roku występował w Tiradentes, Universitario Sucre, Roasso Kumamoto, The Strongest i Sport Boys Warnes.